# Quincy-Landzécourt
Quincy-Landzécourt település Franciaországban, Meuse megyében. Lakosainak száma 138 fő (2022. január 1.). Quincy-Landzécourt Chauvency-le-Château, Baâlon, Brouennes, Han-lès-Juvigny, Juvigny-sur-Loison és Vigneul-sous-Montmédy községekkel határos.

## Népesség
A település népességének változása:
| Lakosok száma | 186  | 156  | 144  | 150  | 151  | 148  | 140  | 134  | 133  | 138  |
|               | 1968 | 1982 | 1990 | 2006 | 2013 | 2015 | 2017 | 2019 | 2020 | 2022 |